# Devil’s Hole (Morze Północne)
Devil’s Hole – obszar głębi na Morzu Północnym, ok. 200 km na wschód od szkockiego miasta Dundee.
Głębokość Devil’s Hole wynosi ok. 80-90 m, największe zagłębienie ma głębokość 230 metrów. Całość składa się głównie z rowów o zmieniającej się na różnych odcinkach szerokości, która waha się pomiędzy 1–2 km.
Oficjalne dane pomiarowe zostały zapisane w Royal Geographical Society's w 1931 roku.
Nazwę tę nadali rybacy, którzy w tym miejscu często tracili sieci rybackie.